# Печать Дьявола 2
«Печать Дьявола 2» (англ. Mark of the Devil Part 2; оригинальное название «Ведьмы: Изнасилованные и замученные до смерти», нем. Hexen geschändet und zu Tode gequält) — западногерманский фильм, снятый в 1972 году на мюнхенской киностудии и выпущенный на экраны в 1973 году. Фильм является сиквелом фильма 1970 года «Печать Дьявола», хотя кроме похожей тематики и изображения необоснованных и жестоких пыток, фильмы напрямую не связаны. Режиссёром выступил продюсер первого фильма Адриан Ховен. Также, во второй части снялись Реджи Нолдер и Йоханнес Бузалски, сыгравшие похожие роли в первом фильме.

## Сюжет
Конец XVII века. Молодая дворянка Элизабет фон Солменау вместе с мужем, семилетним сыном Александром и слугой едет навестить своего дядю. По пути они встречают группу религиозных фанатиков под предводительством Натаса, которые пытают девушку, обвинённую в колдовстве, окуная её в прорубь с ледяной водой. Граф фон Солменау требует прекратить пытку и предъявить документ с официальным обвинением. Натас усмехается и говорит, что документ остался в деревне. Граф вступает в схватку с его приспешниками и побеждает всех, но, повернувшись к Натасу спиной, погибает от ножа.
Графиня требует от губернатора справедливого суда за убийство её мужа, но председатель суда над ведьмами Бальтазар фон Росс и Натас обвиняют её сына, который, помогая отцу, столкнул одного из помощников Натаса в прорубь, в одержимости дьяволом и начинают искать любую возможность арестовать её и Александра за колдовство…

## Релиз
В 1974 году Фильм был показан в кинотеатрах США дистрибьютором первого фильма Hallmark Releasing. Он был выпущен на VHS множеством различных компаний, каждое из изданий отличалось длительностью и демонстраций насилия, но никогда не был официально издан в США на DVD.

## В ролях
- Эрика Бланк — Элизабет фон Солменау
- Антон Диффринг — Бальтазар фон Росс
- Перси Ховен — Александр фон Солменау
- Реджи Нолдер — Натас
- Лукас Амман
- Жан-Пьер Золя
- Астрид Килиан — Клементина
- Йоханнес Бузалски